# Timbalier

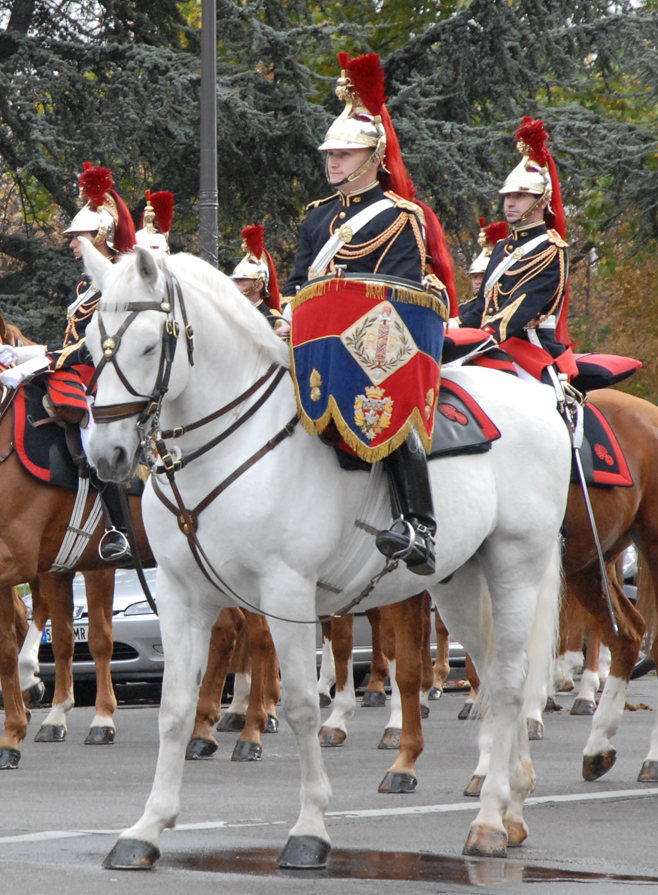
Timbalier de la Garde républicaine française.

Un timbalier est un musicien qui joue des timbales. Bien que les timbales soient un instrument de percussion qui peut être aisément joué par un percussionniste, il est d'usage qu'un joueur spécialisé en soit responsable, étant donné la complexité du jeu[réf. souhaitée] et la difficulté de l'accord.

## Utilisation
On trouve également des timbales dans certaines unités de cavalerie, y compris actuellement, comme par exemple dans la Garde républicaine française ou dans l'escorte royale à cheval belge.

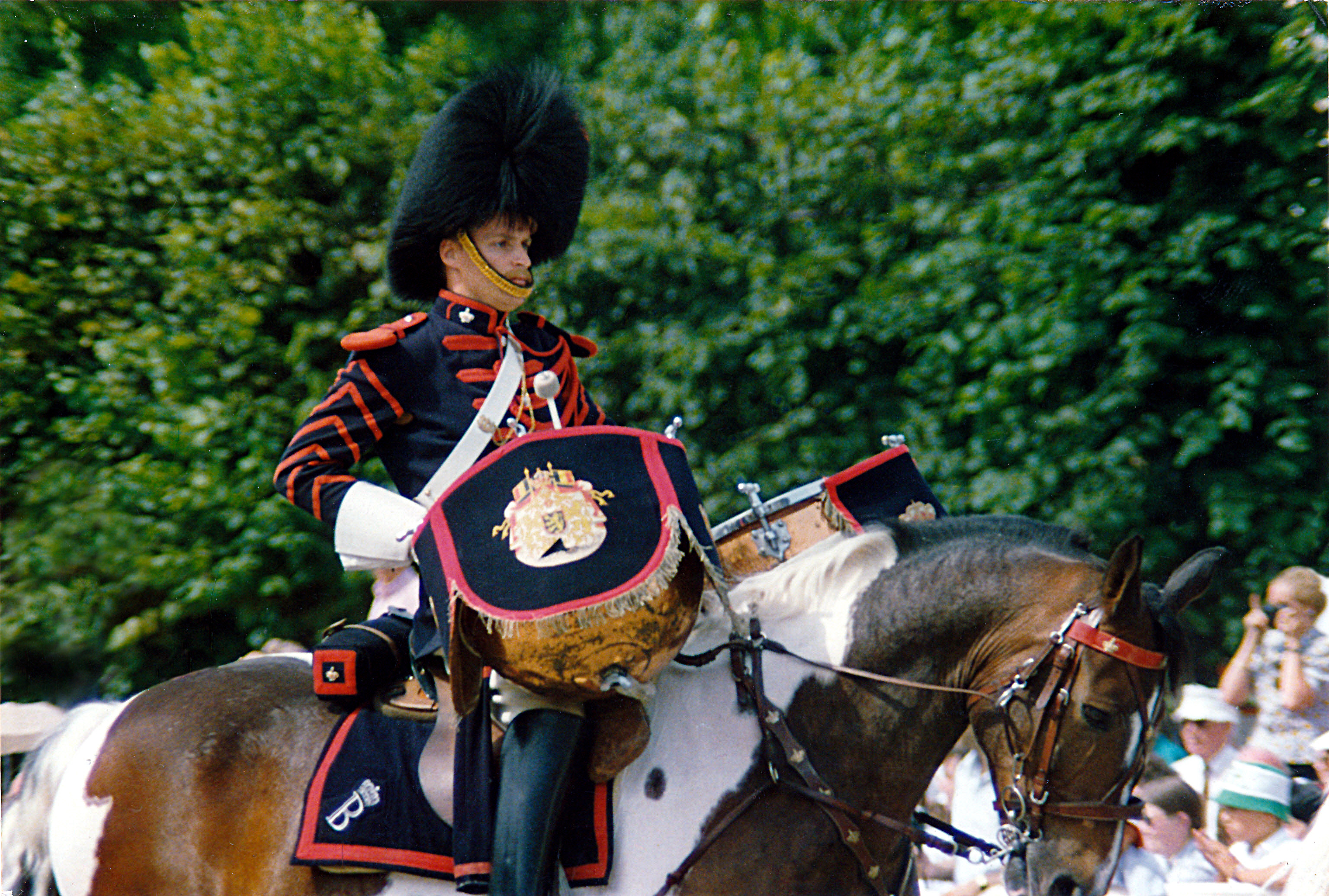
Timbalier de l'Escorte royale à cheval de la gendarmerie belge défilant le jour de la fête nationale du 21 juillet 1989, à Bruxelles.

## Dans la culture
- « La Fiancée du timbalier », poème de Victor Hugo dans le recueil Odes et Ballades publié en 1828